# Cercyon erraticus
Cercyon erraticus är en skalbaggsart som beskrevs av Ales Smetana 1978. Cercyon erraticus ingår i släktet Cercyon och familjen palpbaggar. Inga underarter finns listade i Catalogue of Life.